# Red to Grey
Red to Grey (engl.: Rot zu Grau) sind eine Münchener Power- und Thrash-Metal-Band. Ihre Musik ist in weitem Rahmen vergleichbar mit Bands wie Nevermore oder klassischen Bay-Area-Thrashmetal-Acts wie Exodus oder Testament.

## Bandgeschichte
Noch im Gründungsjahr 1998 erschien auch das erste Album Circle of Pain. Im Jahr 2001 wurde das Album Wrath of the Weak veröffentlicht und erhielt im Musikmagazin Rock Hard (07/2001) 8,5 von 10 Punkten. Außerdem gab es den Samplerbeitrag The Phantom zum „Metal Hammer“-Sampler in Heft 08/2001.
Ende 2002 verließen in zeitlich kurzen Abständen die Gründungsmitglieder Robin Fischer (Bass) und Frank Pané (Gitarre) die Band. In Stefan Hendel wurde schnell neuer Ersatz am Bass gefunden. Seit Dezember 2018 ist Florian Botschek als Gitarrist neues Bandmitglied. 2011 verließ Andy Pankraz die Band und wurde durch Gaby Weihmayer ersetzt. Seitdem sind Red to Grey dem Genre „Female Fronted“ zuzuordnen.

## Diskografie
- 1998: Circle of Pain
- 2001: Wrath of the Weak
- 2008: Admissions
- 2013: Thrash You aLive (Live EP)
- 2021: Balance of Power